# 低端生活
低端生活（low-life）是指在社區裡在道德上不被接受的人的名詞。經常被貼上該標籤的人物包括賣淫者、惡霸、罪犯、毒品販子、自由裝貨者、流浪漢、黑幫、堅持低俗文化的人，經常使用褻瀆、妓女、皮條客、詐欺犯、性侵犯、藥物濫用者和小偷。
通常，該術語用於表示不贊成反社會或破壞性行為，通常帶有輕蔑和嘲弄的含義。這個詞的用法可以追溯到1911年。西方世界背後的觀念的長期起源可以追溯到遠古時代，在社會等級制度的最高階層，與貴族有關的高級文化與在貴族統治下的社會相比，與低等文化相關社會階層底層的平民，其中包括許多貧窮的人。